# Antirrhea ornata
Espèce
Antirrhea ornata est une espèce de lépidoptère de la famille des Nymphalidés et du genre Antirrhea.

## Historique et dénomination
L'espèce Antirrhea ornata a été décrit par le zoologiste britannique Arthur Gardiner Butler en 1870. La localité type est la Guyane française.

## Description
Antirrhea ornata est un papillon aux ailes antérieures à bord externe légèrement concave et aux ailes postérieures formant une pointe en n5. Le dessus est marron avec une bande postdiscale de taches bleues largement bordées de noir.
Le revers est marron avec une ligne de discrètes petites taches blanches.

## Écologie et distribution
Antirrhea ornata est présent en Guyane,.

### Protection
Pas de statut de protection particulier